# Extra moenia
Extra Moenia (aussi : Extra muros) est une expression latine qui signifie hors des murs ou hors des murs de la ville . 
L'expression est couramment utilisée en référence aux attributs originaux d'un bâtiment, généralement une église, construite en dehors des murs de la ville d'origine. Ainsi, lorsqu'une ville se développe, une église qui se trouve à l'extérieur des murs pourrait se retrouver au centre une fois la ville agrandie. Ainsi pour conserver le contexte architectural d'origine son nom est completé par extra moenia . Deux exemples en sont la basilique Saint-Paul-hors-les-murs de Rome et San Gennaro extra Moenia de Naples . 
Le terme est également utilisé pour indiquer un événement ou une activité se déroulant en dehors du lieu d'originet. 